# Teorema del punt fix de Lefschetz
En matemàtiques, el teorema del punt fix de Lefschetz és una fórmula que explica els punts fixos d'un mapatge continu a partir d'un espai topològic compacte {\displaystyle X} a si mateix mitjançant traces de les assignacions induïdes en els grups d'homologia de {\displaystyle X}. S'anomena així en honor del matemàtic Salomon Lefschetz, el primer en definir-lo el 1926.
El recompte està subjecte a una multiplicitat imputada en un punt fix anomenat índex del punt fix. Una versió feble del teorema és suficient per mostrar que un mapatge sense cap punt fix ha de tenir propietats topològiques especials (com ara una rotació d'un cercle).

## Definició formal
Per a una definició formal del teorema, fem
{\displaystyle f:X\rightarrow X\,}
sigui un mapa continu des d'un espai triangulable {\displaystyle X} compacte a si mateix. Definim el nombre de Lefschetz {\displaystyle \lambda f} de {\displaystyle f} com
{\displaystyle \Lambda _{f}:=\sum _{k\geq 0}(-1)^{k}\mathrm {Tr} (f_{*}|H_{k}(X,\mathbb {Q} )),}
la suma alternativa (finita) de les traces de la matriu dels mapes lineals induïts per {\displaystyle f} en el {\displaystyle H_{k}(X,Q)}, l'homologia singular de {\displaystyle X} amb coeficients racionals.
Una versió simple del teorema del punt fix de Lefschetz indica: si
{\displaystyle \Lambda _{f}\neq 0\,}
llavors {\displaystyle f} té almenys un punt fix, és a dir, existeix almenys una {\displaystyle x} en {\displaystyle X} tal que {\displaystyle f(x)=x}. De fet, com que el nombre de Lefschetz s'ha definit a nivell d'homologia, es pot estendre la conclusió per dir que qualsevol mapa homotòpic a {\displaystyle f} també té un punt fix.
Però s'ha de tenir en compte que això no és veritable en general: {\displaystyle \lambda f} pot ser zero, fins i tot si {\displaystyle f} té punts fixos.

## Esbós d'una prova
En primer lloc, aplicant el teorema d'aproximació simplicial, es demostra que si {\displaystyle f} no té punts fixos, llavors (possiblement després de subdividir {\displaystyle X}), {\displaystyle f} és homotòpic a un mapa simplicial de punt fix lliure (és a dir, envia cada símplex a un símplex diferent). Això significa que els valors diagonals de les matrius induïdes a la cadena simplicial complexa de {\displaystyle X} han de ser tots zero. A continuació, es nota que, en general, el nombre de Lefschetz també es pot calcular utilitzant la suma alternativa de les restes matricials dels mapes lineals abans esmentats (això és cert gairebé per la mateixa raó que la característica d'Euler té una definició en termes de grups d'homologia (vegeu l'apartat Relació amb la característica d'Euler). En el cas particular d'un mapa simplicial de punt fix, tots els valors diagonals són zero i, per tant, les traces són zero.

## Teorema de Lefschetz-Hopf
Una forma més forta del teorema, també conegut com el teorema de Lefschetz-Hopf, estableix que, si {\displaystyle f} només té uns punts fixos finits, llavors
{\displaystyle \sum _{x\in \mathrm {Fix} (f)}i(f,x)=\Lambda _{f},}
on {\displaystyle \mathrm {Fix} (f)} és el conjunt de punts fixos de {\displaystyle f}, i {\displaystyle i(f,x)} denota l'índex del punt fix {\displaystyle x}. A partir d'aquest teorema es dedueix el teorema de Poincaré-Hopf per a camps vectorials.

## Relació amb la característica d'Euler
El nombre de Lefschetz del mapa identitat en un CW-complex finit es pot computar fàcilment al adonar-se que cada {\displaystyle f_{*}} es pot considerar una matriu identitat, de manera que cada terme de la traça és simplement la dimensió del grup d'homologia adequat. D'aquesta manera, el nombre de Lefschetz del mapa identitat és igual a la suma alternativa dels nombres de Betti de l'espai, que al seu torn és igual a la característica d'Euler {\displaystyle \chi (X)}. Així tenim
{\displaystyle \Lambda _{\mathrm {id} }=\chi (X).\ }

## Relació amb el teorema del punt fix de Brouwer
El teorema de punts fixos de Lefschetz generalitza el teorema del punt fix de Brouwer, que indica que cada mapa continu del disc unitat {\displaystyle n}-dimensional {\displaystyle D^{n}}a {\displaystyle D^{n}}ha de tenir com a mínim un punt fix.
Això es pot veure de la següent manera: {\displaystyle D^{n}}és compacte i triangular, tots els grups d'homologia excepte quan {\displaystyle H_{0}} és {\displaystyle 0}, i cada mapa continu {\displaystyle f:D^{n}\rightarrow D^{n}}indueix el mapa identitat {\displaystyle f_{*}:H0(D^{n},Q)\rightarrow H_{0}(D^{n},Q)} i la traça és {\displaystyle 1}; tot això implica això de forma conjunta {\displaystyle \lambda _{f}} no és zero per a cap mapa continu {\displaystyle f:D^{n}\rightarrow D^{n}}.

## Context històric
Lefschetz va presentar el seu teorema de punts fixos en [Lefschetz 1926]. L'enfocament de Lefschetz no estava en els punts fixos dels mapatges, sinó en els anomenats punts de coincidència de les assignacions.
Donats dos mapes {\displaystyle f} i {\displaystyle g} des d'una varietat {\displaystyle X} orientable a una varietat {\displaystyle Y}orientable de la mateixa dimensió, el nombre de coincidència de Lefschetz de {\displaystyle f} i {\displaystyle g} es defineix com
{\displaystyle \Lambda _{f,g}=\sum (-1)^{k}\mathrm {Tr} (D_{X}\circ g^{*}\circ D_{Y}^{-1}\circ f_{*}),}
on {\displaystyle f_{*}} és el següent, {\displaystyle g^{*}} és el mapatge induït per {\displaystyle g} en els grups de cohomologia amb coeficients racionals, i {\displaystyle D_{X}} i {\displaystyle D_{Y}} són els isomorfismes de la dualitat de Poincaré per {\displaystyle X} i {\displaystyle Y}, respectivament
Lefschetz prova que si el nombre de coincidència no és zero, llavors {\displaystyle f} i {\displaystyle g} tenen un punt de coincidència. Ell assenyala en el seu treball que deixant que {\displaystyle X=Y} i deixant que {\displaystyle g} sigui el mapa d'identitat ofereix un resultat més senzill, que ara coneixem com el teorema de punts fixos.

## Frobenius
Fem que {\displaystyle X\,} sigui una varietat definida sobre el camp finit {\displaystyle k} amb {\displaystyle q} elements i fem que {\displaystyle {\bar {X}}} sigui l'elevació de {\displaystyle X\,}al tancament algebraic de {\displaystyle k}. L'endomorfisme de Frobenius (sovint anomenat només Frobenius), denotat com {\displaystyle F_{q}}, de {\displaystyle {\bar {X}}} mapes un punt amb coordenades {\displaystyle x_{1},\ldots ,x_{n}} fins al punt amb coordenades {\displaystyle x_{1}^{q},\ldots ,x_{n}^{q}} (per exemple, {\displaystyle F_{q}} és el Frobenius geomètric). Així els punts fixos de {\displaystyle F_{q}} són exactament els punts de {\displaystyle X} amb coordenades a {\displaystyle k}, denotant per al conjunt d'aquests punts: {\displaystyle X(k)}. La fórmula de la traça de Lefschetz es manté en aquest context i diu:
{\displaystyle \#X(k)=\sum _{i}(-1)^{i}\mathop {\rm {tr}} F_{q}|H_{c}^{i}({\bar {X}},{\mathbb {Q} }_{\ell }).}
Aquesta fórmula implica la traça de Frobenius en la cohomologia, amb suports compactes, de {\displaystyle {\bar {X}}} amb valors en el camp dels nombres {\displaystyle \ell }-àdics, on {\displaystyle \ell } és el primer coprimer de {\displaystyle q}.
Si {\displaystyle X}és suau i equidimensional, aquesta fórmula es pot reescriure en termes de l'aritmètica Frobenius {\displaystyle \Phi _{q}}, que actua com a inversa de {\displaystyle F_{q}} sobre cohomologia:
{\displaystyle \#X(k)=q^{\dim X}\sum _{i}(-1)^{i}\mathop {\rm {tr}} \Phi _{q}^{-1}|H^{i}({\bar {X}},{\mathbb {Q} }_{\ell }).}
Aquesta fórmula implica la cohomologia habitual, en lloc de la cohomologia amb suports compactes.
La fórmula de traça de Lefschetz també es pot generalizar a piles algebraiques sobre camps finits.